# 오토코토 온나 (차게 앤 아스카)
남과 여(일본어: 男と女 오토코토 온나[*])는 차게 앤 아스카의 5번째 싱글로 1981년 10월 25일 발매했다.

## 해설
남과 여의 작사, 작곡을 했던 아스카는“포근한 곡을 쓰고 싶다”는 생각에 작사, 작곡을 했다고 한다. 프로듀서에게는 가사를 몇번이나 고치겠다고 요구하였고, 몇번의 퇴고 끝에 완성되었다.
아시아권 가수들이 많이 커버를 했으며, 특히 중국어권에서는 유명한 곡이다. 그래서 원곡이 차케 앤 아스카 곡인지 몰랐던 사람들이 1994년 아시아 투어를 통해 이 사실을 알았다는 일화도 있다.
대만의 가수 저우화젠이 1991년 앨범《讓我歡喜讓我憂》에서 베이징어로 커버했으며, 대만과 홍콩의 가수 예첸원이 광둥어로 커버했다.

## 수록곡
1. 男と女
(작사, 작곡：아스카, 편곡：세오 이치조)
오사카 가스 가스 룸에어콘 CM송 (1988년)
2. 長い雨のあとに
(작사：마쓰이 고로, 작곡：차게, 편곡：히라노 다카유키)
오리지널 앨범에는 미수록곡이지만, 앨범《황혼의 기사》의 보너스 트랙에 수록되어 있다.